# Vyšínek
Vyšínek je malá vesnice, část městyse Zlonice v okrese Kladno ve Středočeském kraji. Nachází se něco přes dva kilometry severozápadně od Zlonic a zhruba 7,5 kilometru severně od Slaného, při silnici mezi Zlonicemi a Pálčem. V roce 2011 zde trvale žilo 49 obyvatel. Vesnice postavená podél silnice má ve své západní části náves, k níž z jihozápadu přiléhá rozsáhlý zemědělský dvůr. Z rybníčku na návsi vytéká drobný bezejmenný potok, který je levostranným přítokem potoka Zlonického.

## Historie
První písemná zmínka o vesnici pochází z roku 1267, kdy král Přemysl Otakar II. potvrdil kapli Všech svatých na Pražském hradě dědictvím nabytý majetek v Drchkově a Vyšínku (bona in Drihkow et Wyssin).

## Obyvatelstvo
| Rok            | 1869 | 1880 | 1890 | 1900 | 1910 | 1921 | 1930 | 1950 | 1961 | 1970 | 1980 | 1991 | 2001 | 2011 | 2021 |
| -------------- | ---- | ---- | ---- | ---- | ---- | ---- | ---- | ---- | ---- | ---- | ---- | ---- | ---- | ---- | ---- |
| Počet obyvatel | 128  | 119  | 143  | 191  | 196  | 203  | 198  | 163  | 152  | 123  | 124  | 99   | 103  | 119  | 125  |
| Počet domů     | 16   | 16   | 18   | 21   | 26   | 31   | 42   | 46   | 46   | 41   | 42   | 45   | 45   | 48   | 50   |

## Obecní správa
Při sčítání lidu v letech 1850–1920 Vyšínek byl osadou obce Lisovice v okrese Slaný. V letech 1921–1960 byl samostatnou obcí, se kterým patřil nejprve do okresu Slaný, ale od roku 1960 v okrese Kladno. Od 1. července 1960 je částí městyse Zlonice v okrese Kladno.

## Pamětihodnosti
- sýpka, stáje a stodola v areálu zemědělského dvora čp. 5 (kulturní památka ČR)
- na jižním okraji obce 11 dubů [8]